# KkStB 21 sorozatú szerkocsi
A kkStB 18 sorozatú szerkocsi egy háromtengelyes szerkocsisorozata volt az osztrák Császári és Királyi Osztrák Államvasutaknak (k.k. Staatsbahnen, kkStB), melyek eredetileg a Süd-Norddeutsche Verbindungsbahn-tól (SNDVB) származtak.
A SNDVB ezeket a szerkocsikat 1872-1873-ban a Floridsdorfi Mozdonygyártól szerezte be.
Az SNDVB államosítása után a kkStB a szerkocsikat a 21 szerkocsisorozatába sorolta és SNDVB/ÖNWB eredetű mozdonyokhoz kapcsolva használta.
| SNDVB VI 301–306 / kkStB 21 sorozatú szerkocsi | SNDVB VI 301–306 / kkStB 21 sorozatú szerkocsi | SNDVB VI 301–306 / kkStB 21 sorozatú szerkocsi |
| Műszaki adatok                                 | Műszaki adatok                                 | Műszaki adatok                                 |
| ---------------------------------------------- | ---------------------------------------------- | ---------------------------------------------- |
| Tengelyek száma:                               | 3                                              | 3                                              |
| Tengelytávolság:                               | 2 550 mm                                       | 2 550 mm                                       |
| Kerékátmérő:                                   | 969 mm                                         | 969 mm                                         |
| Üres tömeg:                                    | 12,0 t                                         | 12,0 t                                         |
| Szolgálati tömeg:                              | 26,6 t                                         | 26,6 t                                         |
| Vízkészlet                                     | 9,4 m³                                         | 9,4 m³                                         |
| Tüzelőanyagkészlet:                            | 5,6 m³ szén                                    | 5,6 m³ szén                                    |

## Fordítás
- Ez a szócikk részben vagy egészben  a   kkStB Tenderreihe 21 című német Wikipédia-szócikk fordításán alapul.  Az eredeti cikk szerkesztőit annak laptörténete sorolja fel. Ez a jelzés csupán a megfogalmazás eredetét és a szerzői jogokat jelzi, nem szolgál a cikkben szereplő információk forrásmegjelöléseként.